# おおいぬ座デルタ星
おおいぬ座δ星は、おおいぬ座の恒星で2等星。

## 特徴
太陽質量の17倍の質量と、地球の公転軌道を超える太陽の205倍もの半径を持つ黄色超巨星である。1000万歳ほどの若い星だが、中心核では既に水素の核融合は終わっており、10万年以内にヘリウムの核融合が始まり、アンタレスのような様相となると考えられている。
ブラジルの国旗に描かれており、ロライマ州を象徴する星とされている。

## 名称
学名はδ Canis Majoris（略称δ CMa）。固有名ウェズン (Wezen) はアラビア語で「重さ」を意味する وزن al-wazn に由来している。地平線から高く上がれない様子から名付けられたと考えられている。はと座β星も同じ言葉に由来したワズン (Wazn) という固有名を持つ。元々は、ケンタウルス座α星とβ星、またははと座α星とβ星のペアを表す言葉だったが、本来どちらのペアを指す言葉だったのか、そして何を意味していたのかは定かではない。2016年7月20日に国際天文学連合の恒星の命名に関するワーキンググループ (Working Group on Star Names, WGSN) は、Wezen をδ星の固有名として正式に承認した。